# Porovnání protokolů pro instant messaging
Tohle je tabulka porovnání protokolů pro IM. Obsahuje základní informace o takových protokolech.

## Tabulka protokolů
| Protokol                             | Tvůrce                               | Datum prvního veřejného vydání | Licence                     | Identita                                                                      | Asynchronií předávání zpráv                               | Transport Layer Security            | End-to-end šifrování            | Neomezené množství kontaktů  | Věstníky všem kontaktům | Spojení jedne-pro-mnoho | Ochrana proti Spamu            | Skupiny, kanály nebo konference                  | Podpora Audia/VoIP | Webcam/Video | Sdílení souborů | Synchronizace medií | Bez serverové (decentralizované) |
| ------------------------------------ | ------------------------------------ | ------------------------------ | --------------------------- | ----------------------------------------------------------------------------- | --------------------------------------------------------- | ----------------------------------- | ------------------------------- | ---------------------------- | ----------------------- | ----------------------- | ------------------------------ | ------------------------------------------------ | ------------------ | ------------ | --------------- | ------------------- | -------------------------------- |
| Bitmessage                           | Jonathan Warren                      | 2012 Listopad                  | Otevřený standard           | Alfanumerická adresa                                                          | Ano                                                       | Ano                                 | Ano                             | Ano                          | Ne                      | Ano                     | (pomocí proof-of-work)         | Ano                                              | Ne                 | Ne           | Ano             | Ne                  | Ano                              |
| Gadu-Gadu                            | GG Network                           | 2000 červenec 17               | Proprietární                | Unikátní číslo např. 12345678                                                 | Ano                                                       | Ano                                 | Ne                              | Ano                          | Ne                      | Centrální               | (simple)                       | Ano                                              | Ano                | Ano          | Ano             | Ne                  | Ne                               |
| IRC                                  | Jarkko Oikarinen                     | 1988 Srpen                     | Otevřený standard           | Přezdívka!Uživatelskéjméno@hostname (nebo "hostmask") např. user!~usr@a.b.com | , ale pomocí systému memo který je jiný než hlavní systém | , v závislosti na nastavení serveru | Ne                              | Ne [ pozn. 5 ]               | Ne                      | , jednoduchý multicast  | Medium                         | (každý, několik souběžně, bez omezení velikosti) | Ne                 | Ne           | Ano             | Ne                  | Ne                               |
| Matrix                               | Matrix.org                           | 2014                           | Otevřený standard           | Matrix ID (MXID)                                                              | Ano                                                       | Ano                                 | volitelně                       | NA                           | NA                      | Ne                      | NA                             | Ano                                              | Ano                | Ano          | NA              | NA                  | Ne                               |
| MSNP (Windows Live Messenger, atp.)  | Microsoft                            | 1999 Červenec                  | Proprietární                | Emailová adresa (Microsoft account)                                           | Ano                                                       | Ne                                  | Ne                              | Jen pro certifikované roboty | Ne                      | , centrální             | Ano                            | Ano                                              | Ano                | Ano          | Ano             | Ano                 | Ne                               |
| MTProto (Telegram)                   | Telegram Messenger LLP               | 2013 Srpen                     | Otevřený standard           | Telefonní číslo (např. +1234567890), uživatelské jméno (např. @example)       | Ano                                                       | Ano                                 | volitelně                       | Ano                          | Ne                      | Ano                     | Ne                             | Ano                                              | , hlasové zprávy   | Ne           | Ano             | Ano                 | Ne                               |
| Mumble                               | Thorvald Natvig                      | 1999 Červenec                  | Otevřený standard           | Username                                                                      | Ano                                                       | Ano                                 | Ne                              | Jen pro certifikované roboty | Ne                      | , centrální             | Ano                            | Ano                                              | Ano                | Ano          | Ano             | Ne                  | Ne                               |
| OSCAR (AIM, ICQ)                     | AOL                                  | 1997                           | Proprietární                | Uživatelské jméno, emailová adresa nebo UIN např. 12345678                    | Ano                                                       | (Aim Pro, Aim Lite)                 | Ne                              | Ne                           | Ne                      | , centrální             | klientské                      | (Několik, současně)                              | Ano                | Ano          | Ano             | Ne                  | Ne                               |
| RVP (Windows Messenger, atp.)        | Microsoft                            | 1997 Březen                    | Proprietární (Discontinued) | Windows Active Directory Login                                                | Ne                                                        | Ne                                  | Ne                              | NA                           | Ne                      | , centrální             | Ne                             | Ne                                               | NA                 | NA           | Ne              | Ne                  | Ne                               |
| Ricochet                             | Invisible.im                         | 2014 Březen                    | Otevřený standard           | Adresa na Tor                                                                 | Ano                                                       | Ano                                 | Ano                             | Ano                          | Ne                      | Ano                     | Ano                            | Ano                                              | Ne                 | Ne           | Ano             | Ne                  | Ano                              |
| Ring (založeno na DHT a SIP)         | Savoir-faire Linux Inc.              | 2015 Květen                    | Otevřený standard           | 40místná adresa                                                               | Ano                                                       | Ano                                 | Ne                              | Ano                          | Ne                      | Ano                     | Středně                        | Ano                                              | Ano                | Ano          | Ano             | Ne                  | Ano                              |
| Signal Protocol                      | Open Whisper Systems                 | 2014 Únor                      | Šablona:Free                | Telefonní číslo (např. +1234567890)                                           | Ano                                                       | Ano                                 | Ano                             | Ano                          | NA                      | Ano                     | , blokování kontaktů           | Ano                                              | Ano                | Ano          | Ano             | Ano                 | Ne                               |
| SIP/SIMPLE                           | IETF                                 | 2002 Prosinec                  | Otevřený standard           | uživatel@hostname                                                             | Ano                                                       | Ano                                 | Ne                              | Ano                          | Ano                     | Ne                      | Středně                        | NA                                               | Ano                | Ano          | Ano             | Ne                  | Záleží na implementaci           |
| Skype                                | Skype                                | 2003 Srpen                     | Proprietární                | Uživatelské jméno                                                             | Ano                                                       | Proprietární                        | Ne                              | Ne                           | Ne                      | NA                      | NA                             | Ano                                              | Ano                | Ano          | Ano             | Ne                  | Ne                               |
| Steam Friends                        | Valve Corporation                    | 2003 Září 12                   | Proprietární                | SteamID/Username or Unique Number                                             | Ano                                                       | Proprietární                        | NA                              | Ne                           | Ano                     | NA                      | Ne                             | Ano                                              | Ano                | Ne           | Ne              | Ne                  | Ne                               |
| TOC2                                 | AOL                                  | 2005 Září                      | Proprietární (Discontinued) | Uživatelské jméno nebo UIN např. 12345678                                     | Ano                                                       | Ne                                  | Ne                              | Ne                           | Ne                      | , centrální             | Ne                             | jen platící uživatelé                            | NA                 | NA           | částečně        | NA                  | Ne                               |
| TOX (založené na DHT)                | irungentoo (github user)             | 2013 Červen                    | Otevřený standard           | Veřejny & Soukromý klíč                                                       | Ano                                                       | Ano                                 | Ano                             | Ano                          | Ano                     | NA                      | NA                             | Ano                                              | Ano                | Ano          | Ano             | NA                  | Ano                              |
| Tuenti                               | Tuenti                               | 2006                           | Proprietární                | Uživatelské jméno                                                             | Ano                                                       | Ano                                 | Ne                              | Ano                          | NA                      | Ano                     | Ano                            | Ano                                              | Ano                | Ano          | Ano             | NA                  | Ne                               |
| Windows Messenger service            | Microsoft                            | 1990                           | Proprietární (Ukončené)     | NetBIOS                                                                       | Ano                                                       | Ne                                  | Ne                              | Ano                          | Ano                     | Ano                     | Ne                             | Ne                                               | Ne                 | Ne           | Ne              | Ne                  | Ne                               |
| XMPP/Jingle (Google Talk) (Whatsapp) | Jeremie Miller, standardizovaný IETF | 1999 Leden                     | Otevřený standard           | Jabber ID (JID) např. usr@a.b.c/home                                          | Ano                                                       | Ano                                 | volitelně, několik implementací | Ano                          | Yes                     | Unicast lists           | Několik Standardizovaných Typů | volitelně                                        | Ano                | Ano          | Ano             | Ne                  | Ne                               |
| YMSG (Yahoo! Messenger)              | Yahoo!                               | 1998, Březen 9                 | Proprietární                | Uživatelské jméno                                                             | Ano                                                       | Ne                                  | Ne                              | Ne                           | Ano                     | , centrální             | Ano                            | Ano                                              | Ano                | Ano          | Ano             | Ne                  | Ne                               |
| Zephyr Notification Service          | MIT                                  | 1987                           | Otevřený standard           | Kerberos princip např. user@ATHENA.MIT.EDU                                    | Ano                                                       | Ne                                  | Ne                              | Ano                          | Ano                     | Ano                     | Ne                             | Ano                                              | Ne                 | Ne           | Ne              | Ne                  | Ne                               |
| Protokol                             | Tvůrce                               | Datum prvního veřejného vydání | Licence                     | Identita                                                                      | Asynchronií předávání zpráv                               | Transport Layer Security            | End-to-end šifrování            | Neomezené množství kontaktů  | Věstníky všem kontaktům | Spojení jedne-pro-mnoho | Ochrana proti Spamu            | Skupiny, kanály nebo konference                  | Podpora Audia/VoIP | Webcam/Video | Sdílení souborů | Synchronizace medií | Bezvserverové (decentralizované) |